# 忌廉苏打

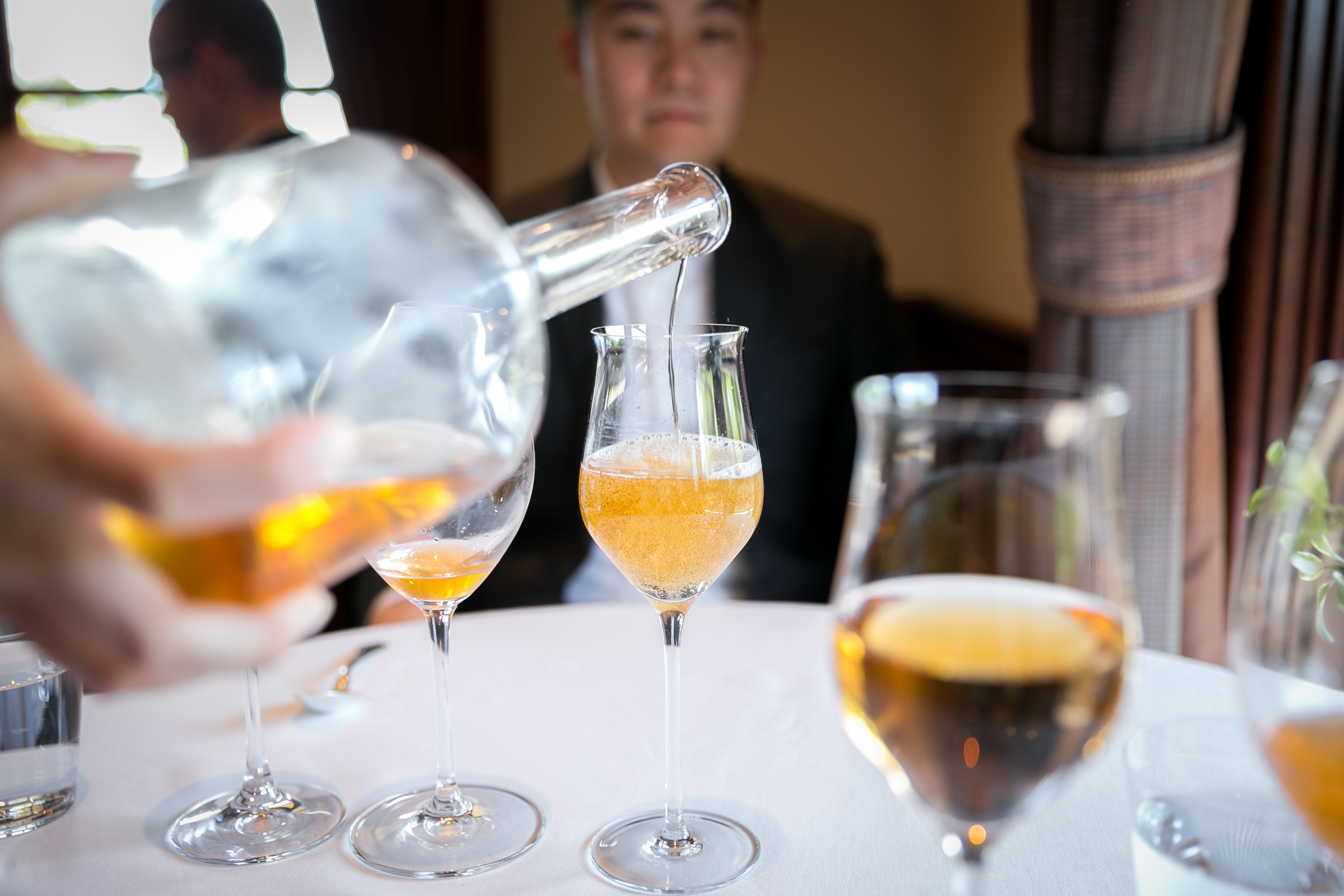
忌廉苏打

忌廉苏打是一种甜味汽水，喝上去有一股香草冰淇淋的味道。
1852年，E. M. Sheldon在《密歇根农夫》（Michigan Farmer）上发表了一篇有关忌廉苏打的配方，其中就提到要将水、酒石酸氢钾、硫酸镁、糖、鸡蛋和牛奶混合，然后加热，冷却后再与水和四分之一茶匙的碳酸氢钠混合。